# すずらん丸
すずらん丸（すずらんまる）は、新日本海フェリーが運航していたフェリー。日本海初の長距離フェリーとして、舞鶴港と小樽港を結ぶ航路に就航、20ノットを超える当時としては破格の航海速力で「海の新幹線」と称された。

## 概要
高速化した大型フェリー2隻によるデイリー運航やトラック無人航送の実施といった新たなサービスを導入した阪九フェリーによる神戸～小倉間の長距離フェリーの成功を受け、関光汽船が内航貨物船を運航していた日本海航路にもフェリーサービスを導入するべく、1969年に新日本海フェリーが設立された。本船は新日本海フェリーの第1船として、冬期の日本海の海況に耐えるため、就航当時日本最大となる10,000トン級のフェリーとして計画され、三井造船の技術指導のもと幸陽船渠で建造された。ウインチの凍結を防ぐことを目的とした船首を覆う遮浪ドームが外観上の特徴で、ドームは続いて建造されたフェリーはまなす、フェリーあかしあにも継承されたが、波がドームのスロープを滑り上がり操舵室の窓ガラスを破壊する欠点が生じその後取り外された。
1970年8月、舞鶴～敦賀～小樽間に週2便で就航、片道32時間で運航した。
1975年にフェリーてんりゅう、フェリーとねと交換で東九フェリーに売却され、フェリー伊豆として東京～小倉を結ぶ直行便に就航した。1977年に新日本海フェリーに買い戻され、フェリーライラックとして再就航、新潟～小樽航路に就航した。1979年に新日本海フェリーの定期航路から引退。
1980年よりその後西日本商船（1984年に西日本汽船に改称）に売却され、クルーズ客船に改造されゆうとぴあとして就航。下関港から中国・青島までの「日中友好の船」チャーターで初就航し、青島航路を中心とした日中間の不定期運航や研修船クルーズに用いられた。1985年12月には下関港にてSHKラインの母体である関光汽船の創業者・入谷豊州の社葬が本船を用い行われている。その後1986年に再度改造を受け、1990年代まで運航された。
1994年に海外売船され、ギリシャのMed Link Lines、Five Star Lines、アルジェリアのAlgerie Ferriesなどで、船名をPOSEIDON、POSEIDON X、POSEIDON Cと変更しながら地中海などで運航されたが、2008年にインドで解体された。

## 船内

### 新日本海フェリー時代
船室
- 一等室（134名）[8]
- 特二等室（268名）[8]
- 二等室（585名）[8]
- ドライバー室（120名）[8]

設備
- Aデッキ[8]
  - 貴賓室
  - 遊歩甲板
- Bデッキ[8]
  - 2等食堂
  - 1等・特2等食堂
  - ゲームルーム
  - マージャン室
  - バー
  - 1等喫煙室
  - 特2等室
  - 2等室
  - 1等室
  - 特別室
- Cデッキ[8]
  - 2等浴室
  - 1等・特2等浴室
  - 2等喫煙室
  - 2等室
  - 特2等室
  - ドライバー室

### 西日本汽船時代
- スポーツデッキ[4]
- Aデッキ[4]

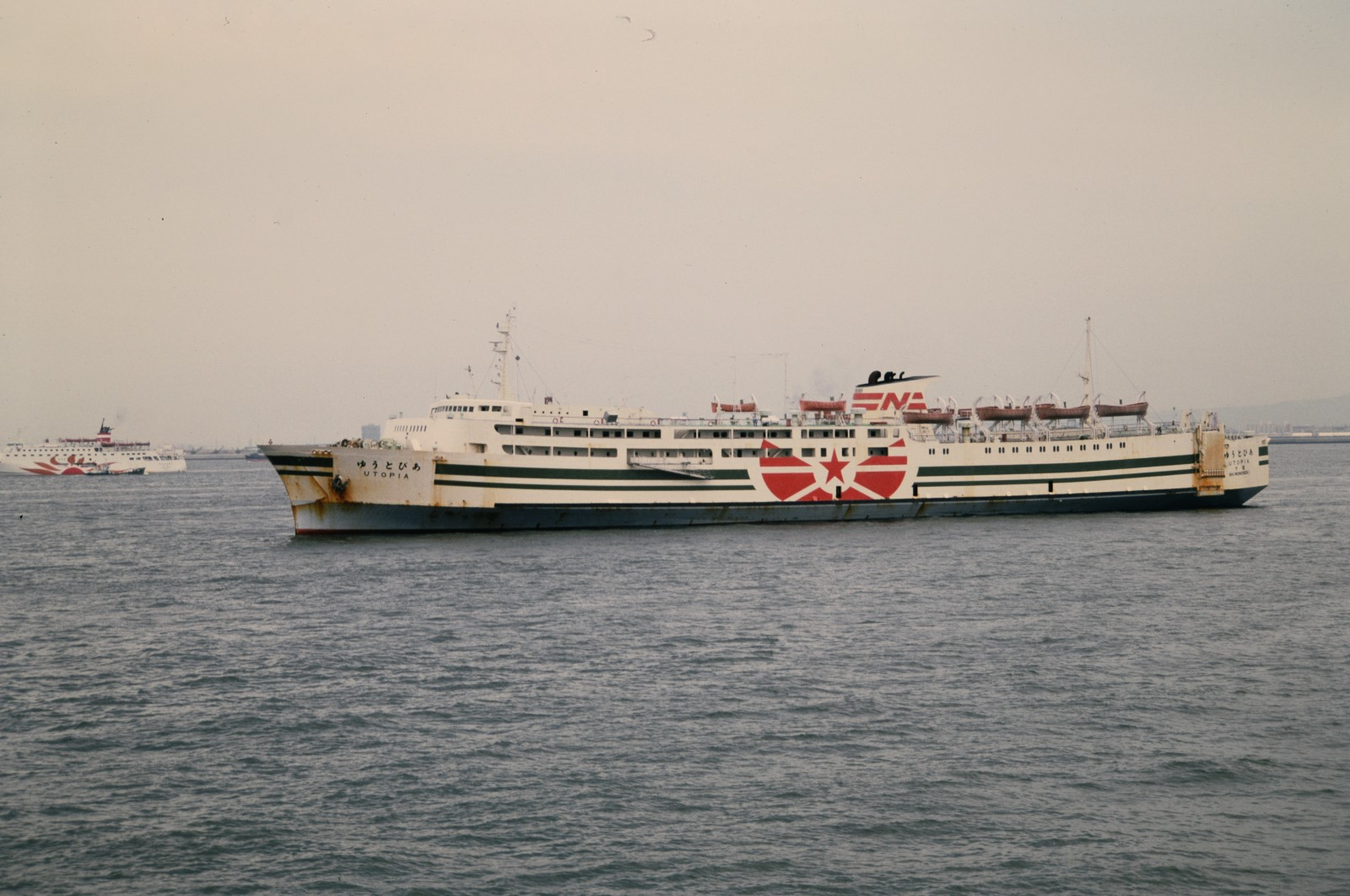
西日本汽船「ゆうとぴあ」時代

  - サロン（日本・韓国近海のみ70名和室兼用）
  - セミナールーム
  - 特別室（ツインベッド・ユニットバス・リビングルーム）
- Bデッキ[4]
  - 特等客室（2名×20室 ツインベッド・ユニットバス）
  - 2等室（8名×27室 二段ベッド）
  - シアター「ゆうとぴあホール」（470席・2層吹き抜け）
  - ラウンジ
  - プロムナードデッキ
- Cデッキ[4]
  - 1等室（2名×50室 ツインベッド・2室共用シャワー付き）
  - 2等室（8名×35室）
  - バスルーム
  - オーガナイザーズオフィス（2室）
  - 案内所
  - エントランスホール
  - 医務室
  - 上下船タラップ
  - グリル「UTOPIA」
  - 売店
  - ゲームコーナー
  - レストランシアター
  - バーカウンター
  - ステージ
- Dデッキ[4]
  - 主要上下船口

## 事故・アクシデント
着氷による通信途絶
1972年12月13日、オホーツク海中部からの低気圧による時化の状況下で小樽から舞鶴へ向かっていた本船は17時頃の積丹岬沖通過後前部マストと通信用の空中線に波しぶきが凍着し速度20ノットで南下するなかで空中線の着氷が拡大し22時頃に碍子から切断・落下、翌日10時の復旧まで通信が途絶し行方不明の状況に陥った。
船橋ガラス破損
1973年12月24日14時40分頃、舞鶴から小樽に向かっていた本船は奥尻島青苗岬西方沖約11kmの地点にて高波を受け船橋の縦80cm横90cm厚さ20mmのフロントガラス11枚のうち4枚を破損、航海計器類が海水を被り故障。函館海上保安部の「りしり」と江差海上保安署「ひやま」の巡視船2隻が誘導し25日午前2時に函館港中央ふ頭に臨時入港した。乗組員39名・乗客72名への負傷なし、トラック72台・乗用車10台に破損なし。事故当時の海象は西からの風速20mの風、波高4mで荒れていたものの社内の運行管理規程上は問題がない状況とされていた